# Новая Гута (Гомельский район)
Новая Гута (бел. Но́вая Гу́та) — агрогородок в Терюхском сельсовете Гомельского района Гомельской области Республики Беларусь. Планировка агрогородка — квартальная. Застройка преимущественно кирпичная, многоэтажная, квартирного типа. На автодороге Новые Ярыловичи — Гомель расположен таможенный пункт «Новая Гута» белорусско-украинской государственной границы.

## География
Агрогородок расположен на юго-востоке Республики Беларусь, в 33 км южнее Гомеля, рядом с автомагистралью E 95 и таможенным пунктом Белорусско-украинской государственной границы.

### Расположение
В 10 км от железнодорожной станции Кравцовка (на линии Гомель — Чернигов), 33 км на юг от Гомеля.

### Гидрография
На западе пойма реки Сож (приток реки Днепр).

## Транспортная сеть
Рядом пролегает белорусская магистраль М8 в направлении на Гомель и Витебск), являющаяся составной частью европейского автомобильного маршрута E 95 (Санкт-Петербург — Витебск — Гомель — Киев — Одесса — Самсун — Мерзифон) и IX панъевропейского коридора.

## История

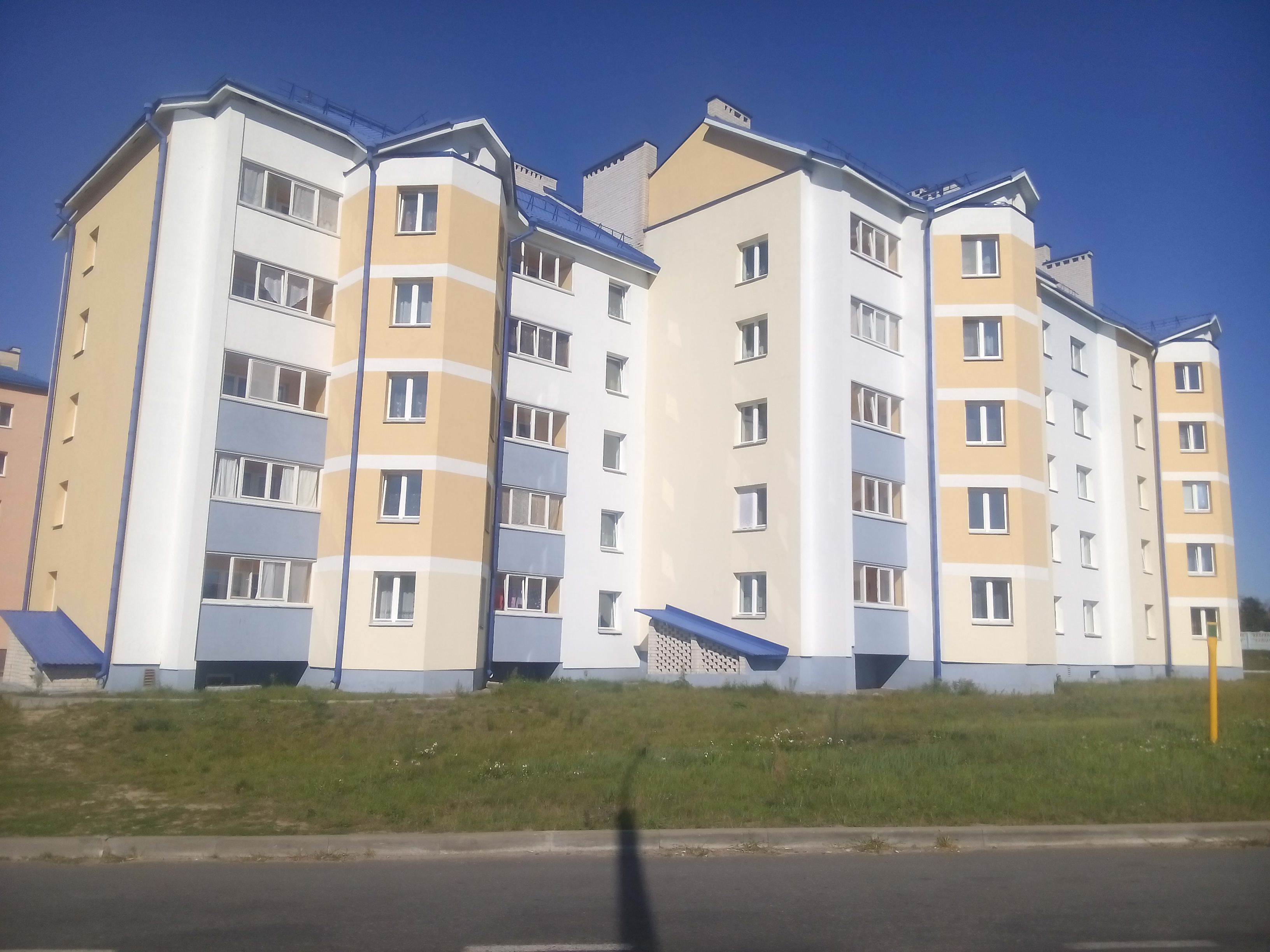

Основан в начале 1920-х годов переселенцами из деревни Студёная Гута. В 1926 году работал почтовый пункт, в Студеногутском сельсовете Дятловского района Гомельского округа. В 1931 году жители вступили в колхоз. Во время Великой Отечественной войны 24 жителя погибли на фронте. В 1959 году в составе совхоза «Сож» (центр — деревня Кравцовка). Расположены санаторий «Золотые пески», средняя школа, библиотека, амбулатория, детский сад, Дом культуры, отделение связи, СДЮШОР где имеются виды спорта такие как дзюдо, самбо, волейбол и плаванье.

## Население

### Численность
- 2004 год — 702 хозяйства, 2159 жителей

### Динамика
- 1926 год — 16 дворов, 72 жителя
- 1959 год — 248 жителей (согласно переписи)
- 2004 год — 702 хозяйства, 2159 жителей

## Культура
- Дом культуры
- Исторический музей ГУО "Новогутская средняя школа" (1990)